# 川島義之
川島 義之（かわしま よしゆき、明治11年〈1878年〉5月25日 - 昭和20年〈1945年〉9月8日）は、日本の陸軍軍人。最終階級は陸軍大将。愛媛県生まれ。

## 経歴
明治11年（1878年）5月25日、愛媛県士族の川島右一の長男として生まれる。
松山市外側尋常小学校、愛媛県尋常中学校を経て、明治31年（1898年）、陸軍士官学校（10期）卒業。明治41年（1908年）、陸軍大学校（20期）卒業。作戦資材整備会議幹事長、陸軍省人事局長、近衛歩兵第1旅団長、第19師団長、第3師団長を歴任。教育総監部本部長、朝鮮軍司令官、軍事参議官を経て陸軍大臣に就任。
二・二六事件後、予備役に編入。終戦直後の昭和20年（1945年）9月8日、死去。

## 人物
- 陸士10期卒業時110位。同期に松木直亮、西義一、植田謙吉などがいる。陸大20期卒業時6位。
- 岡田内閣で陸相に就任したが、当時の陸軍は統制派と皇道派の対立が激化しており、川島はどちらにも属していなかったため陸相に選ばれた。相沢事件の責任を取って辞任した前任の林銑十郎陸相は、後任について当初は渡辺錠太郎教育総監、川島、植田謙吉朝鮮軍司令官、西義一東京警備司令官の順に考えていたが、最も問題の無さそうな川島を選び、岡田首相も川島を無色で適任と評価した[1]。しかし、中間派故に両派の統制を取り得なかったことで二・二六事件を防ぐことができなかった。両派はおろか青年将校までもが彼を傀儡として用いようと企んでいたところに川島の周囲からの評価が窺える。
- 二・二六事件の黒幕とされる真崎甚三郎と親しかったようである。
- 二・二六事件時、陸相として反乱部隊に理解を示すかのような陸軍大臣告示を東京警備司令部から出した。その後、昭和天皇の意向によって反乱部隊は鎮圧されることになった。事件をうまく処理できなかったため、事件後に予備役に編入されることになった。
- 松山中学で夏目漱石の教え子だった。ただし、当の川島はそれほど偉い先生だとはちっとも思っていなかったようである。
- 英文学者の川島健は曽孫である。

## 栄典
位階
- 1915年（大正4年）1月30日 - 正六位[2]
- 1918年（大正7年）8月30日 - 従五位[3]
- 1927年（昭和2年）12月28日 - 従四位[4]
- 1933年（昭和8年）2月1日 - 従三位[5]

勲章等
| 受章年                    | 略綬 | 勲章名                   | 備考 |
| ------------------------- | ---- | ------------------------ | ---- |
| 1915年（大正4年）11月10日 |      | 大礼記念章（大正）       |      |
| 1920年（大正9年）6月25日  |      | 勲三等瑞宝章             |      |
| 1934年（昭和9年）2月7日   |      | 勲一等瑞宝章             |      |
| 1940年（昭和15年）8月15日 |      | 紀元二千六百年祝典記念章 |      |